# Лахарам (мурдханьям)
Лахарам (малаял. ളകാരം) — буква алфавита малаялам, обозначает боковой ретрофлексный сонант /ɭ/, при произнесении кончик языка загибается кверху и назад, упираясь своей нижней стороной в твёрдое нёбо и образуя преграду, которую воздух обтекает по сторонам. Встречается в середине слова в интервокальном положении и в сочетании с шумными фрикативными, а также в конце слова. Лахарам с чандраккалой (вирамой) имеет вид ൾ. Акшара-санкхья — 9 (девять).

## Грамматика
- -കൾ (-хал) — одно из окончаний множественного числа существительных.